# Andrzej Betlej
Andrzej Tadeusz Betlej (ur. 26 października 1971 w Krakowie) – polski historyk sztuki, profesor nauk humanistycznych, profesor Uniwersytetu Jagiellońskiego. W latach 2012–2016 dyrektor Instytutu Historii Sztuki UJ, w latach 2016-2020 dyrektor Muzeum Narodowego w Krakowie. Od 3 stycznia 2020 dyrektor Zamku Królewskiego na Wawelu – Państwowych Zbiorów Sztuki. 

## Działalność naukowa
Absolwent historii sztuki na Uniwersytecie Jagiellońskim, profesor nadzw. w Instytucie Historii Sztuki UJ. W 1999 roku uzyskał stopień doktora (praca doktorska pod kierunkiem prof. Jana Ostrowskiego). 28 stycznia 2011 Rada Wydziału Historycznego UJ nadała mu stopień naukowy doktora habilitowanego. 
3 września 2015 został powołany przez ówczesną minister kultury i dziedzictwa narodowego prof. Małgorzatę Omilanowską na dyrektora Muzeum Narodowego w Krakowie. Funkcję tę pełnił od 1 stycznia 2016 do 2 stycznia 2020. W lipcu 2019 powołany na 5-letnią kadencję przez ówczesnego ministra kultury i dziedzictwa narodowego prof. Piotra Glińskiego na dyrektora Zamku Królewskiego na Wawelu – Państwowych Zbiorów Sztuki. W grudniu 2024 w wyniku konkursu jego kandydatura została zaaprobowana przez minister kultury i dziedzictwa narodowego Hannę Wróblewską na kolejną kadencję. 19 listopada 2020 powołany przez prezydenta RP Andrzeja Dudę na zastępcę przewodniczącego Społecznego Komitetu Odnowy Zabytków Krakowa (SKOZK).
W lipcu 2024 otrzymał tytuł naukowy profesora nauk humanistycznych w dyscyplinie nauki o sztuce. Jest kierownikiem Zakładu Historii Sztuki Nowożytnej Instytutu Historii Sztuki UJ.
Jego zainteresowania naukowe koncentrują się przede wszystkim na sztuce nowożytnej, a zwłaszcza na architekturze i rzeźbie na ziemiach wschodnich dawnej Rzeczypospolitej oraz na zagadnieniach mecenatu artystycznego magnaterii i oddziaływania wzorców graficznych. Stypendysta zagraniczny Fundacji na rzecz Nauki Polskiej (2002; w Zentralinstitute für Kunstgeschichte w Monachium); Kościuszko Foundation (2003, w The Getty Research Institute w Los Angeles), wielokrotnie Fundacji Lanckorońskich z Brzezia, Ministerstwa Kultury i Dziedzictwa Narodowego oraz Departamentu Stanu USA (w ramach The International Visitor Leadership Program). Dwukrotnie otrzymał granty badawcze Narodowego Programu Rozwoju Humanistyki. Ekspert Narodowego Centrum Nauki oraz Narodowego Programu Rozwoju Humanistyki.
Od 2012 roku pełni funkcję redaktora naczelnego czasopisma Modus. Prace z historii sztuki. Jest również członkiem rad wydawniczych czasopism „Teka Lubelska” (w l. 2012-2017) i „Sztuka Polski Środkowej. Studia”, „Opuscula Musealia”, „Roczniki Sztuki Śląskiej”, „Rozprawy Muzeum Narodowego w Krakowie” (w l. 2016-2019), "Roczniki Muzeum Narodowego w Warszawie".
Współredaktor serii wydawniczych: Sztuka kresów wschodnich (t. 4–8); Kraków 1994–2023, Materiały do dziejów sztuki i kultury XVII i XVIII wieku (t. 1–9, Kraków 2016-2024) oraz książek: Praxis atque theoria. Studia ofiarowane profesorowi Adamowi Małkiewiczowi (Kraków 2006), Fides Ars Scientia. Studia dedykowane pamięci Księdza Kanonika Augustyna Mednisa (Tarnów 2008), Między Wrocławiem a Lwowem. Sztuka na Śląsku, w Małopolsce i na Rusi Koronnej w czasach nowożytnych (Wrocław 2011), Ornament i dekoracja dzieła sztuki (Kraków 2015), Velis quod possis. Studia z historii sztuki ofiarowane Profesorowi Janowi Ostrowskiemu (Kraków 2016), Muzeum Narodowe w Krakowie 1879-2019 (Kraków 2019), Zapomniane dziedzictwo: zbiór odlewów gipsowych Uniwersytetu Jagiellońskiego (Kraków 2019); Kościoły i klasztory rzymskokatolickie na terenie dawnego województwa bełskiego, (t. 1–2, Kraków 2021); Praxis sine theoria. Księga pamiątkowa poświęcona pamięci Profesora Adama Małkiewicza - w 140-lecie powstania pierwszej katedry historii sztuki na ziemiach polskich (Kraków 2022); Doctrina ex praxis. Badania recepcji wzorów graficznych w sztuce Rzeczypospolitej w XVIII wieku (Kraków 2024).
Członek Komisji Historii Sztuki i Komisji Wschodnioeuropejskiej Polskiej Akademii Umiejętności, Stowarzyszenia Historyków Sztuki (w latach 2003–2008 członek, 2019-2022 wiceprezes Zarządu Głównego), Polskiego Towarzystwa Badań nad Wiekiem Osiemnastym, ICOM oraz Societas Jablonoviana (Jablonowskische Gesellschaft der Wissenschaften zu Leipzig). 
Członek Rady Naukowej Instytutu Sztuki PAN (2014–2018), Komitetu Ewaluacji Jednostek Naukowych (2015–2018), Komitetu Nauk o Sztuce Polskiej Akademii Nauk i Narodowego Komitetu Historii Sztuki (2012–2015, 2016–2019, 2020–2023; 2024–), a także Rady Naukowej Biblioteki Naukowej PAU i PAN w Krakowie (2019–), Rady Naukowej Zakładu Narodowego im. Ossolińskich we Wrocławiu (2022–2026). Przewodniczący Rady Narodowego Instytutu Polskiego Dziedzictwa Kulturowego za Granicą POLONIKA.

## Działalność muzealnicza
Za jego kadencji jako dyrektora Muzeum Narodowego w Krakowie zostały zorganizowane znaczące i wyróżniane wystawy problematyczne oraz monograficzne: "Mariae Mater Misericordia" (2016), "Twarzą w twarz. Sztuka w Auschwitz" (2017; wyróżniona nagrodą w konkursie na Wydarzenie Muzealne Roku Sybilla) , "WYSPIAŃSKI" (2017), "Teraz Komiks!" (2017), "Mistrz i Katarzyna. Hans von Kulmbach i jego dzieła dla Krakowa" (2018), "Wajda" (2019), a 19 grudnia 2019 roku został otworzony Pałac Książąt Czartoryskich Muzeum XX. Czartoryskich (Grand Prix i nagroda w konkursie na Wydarzenie Muzealne Roku Sybilla).
Za kadencji w Zamku Królewskim na Wawelu przywrócono ekspozycję namiotów tureckich (2020), otworzoną wielką wystawę "Wszystkie arrasy króla. Powroty 2021–1961–1921" (2021, Grand Prix i nagroda w konkursie na Wydarzenie Muzealne Roku Sybilla), "Ekspresja. Lwowska rzeźba rokokowa" (2023), "Obraz Złotego Wieku. Kultura wizualna doby Jagiellonów" (2023, wyróżnienie i nagroda publiczności w konkursie na Wydarzenie Muzealne Roku Sybilla), "Wawel Wyspiańskiego" (2023),  "Emocje. Lwowska rzeźba rokokowa" (2024) oraz otworzono nowe stałe ekspozycje: "Wawel Odzyskany" (2020), Skarbiec Koronny (2022, dwie nagrody w konkursie na Wydarzenie Muzealne Roku Sybilla), Lapidarium (2024), Gabinet Porcelanowy (2024, dwie nagrody w konkursie na Wydarzenie Muzealne Roku Sybilla) oraz wystawę sztuki staropolskiej na zamku w Pieskowej Skale (2023).
Pozostawał w składzie Rady do Spraw Muzeów i Miejsc Pamięci Narodowej przy Ministrze Kultury i Dziedzictwa Narodowego (kadencja 2018–2021, 2023-2024), a także Rad Muzeów: Zamku Królewskiego na Wawelu (2016–2019), Muzeum Okręgowego w Bydgoszczy (2016–2019), Muzeum Czartoryskich w Puławach (2018–2021), Muzeum Zamkowego w Sandomierzu (2021-2024), Muzeum Jana Pawła II i Prymasa Wyszyńskiego w Warszawie (2020–2023), był przewodniczącym Rady Muzeum Narodowego w Poznaniu (2020–2024). 
Jest członkiem rad muzealnych: Muzeum Narodowego w Kielcach (2016–2020, 2020–), Muzeum Ludowych Instrumentów Muzycznych w Szydłowcu (2016–2020, 2020–), Muzeum Łazienki Królewskie w Warszawie (2018–), Zamku Królewskiego w Warszawie (2021–), Muzeum Narodowego w Lublinie (2020–2025, 2025–), Narodowego Instytutu Muzealnictwa (d. NIMOZ) (2023–).

## Nagrody i odznaczenia
- Nagroda im. ks. prof. Szczęsnego Dettloffa przyznana przez Stowarzyszenie Historyków Sztuki za pracę doktorską (1999)
- Nagroda Prezesa Rady Ministrów RP (2000)
- Nagroda im. prof. Jerzego Łozińskiego (2005, 2022)
- Nagroda Krakowska Książka Miesiąca za rozprawę SIBI, DEO, POSTERITATI. Jabłonowscy a sztuka w XVIII wieku (2010)
- Nagroda Rektora UJ (2011, 2014, 2015)
- Nagroda „ARS QUAERENDI” Województwa Małopolskiego za wybitne działania na rzecz rozwoju i promocji kultury (2012)
- Nagrodę „Za odwagę intelektualną" czasopisma kulturoznawczego "Ji" (Ї) na Ukrainie (2023)
- Srebrny Medal „Zasłużony Kulturze Gloria Artis” (2015)[20]
- Złota Odznaka Honorowa Województwa Małopolskiego – Krzyż Małopolski (2019)[21]
- Krzyż Kawalerski Orderu Odrodzenia Polski (2022)[22]
- Odznaka Honoris Gratiae (2023)[23]
- Medal "Pro Patria" (2023)
- Krzyż Kawalerski Orderu "Za zasługi dla Litwy" (2023)[24][25]
- Odznaczenie "Jedność i Wola" – Ukraina (2023; WGO "Kraina")[26][27]

## Wybrane publikacje
- „Abrysy budowli w różnych sposobach y kształtach”. Nieznany zbiór XVIII-wiecznych rysunków architektonicznych, 2000, ISBN 83-86050-53-5 (online w repozytorium).
- Paweł Giżycki SJ, architekt polski XVIII wieku, 2003, ISBN 83-88385-16-X.
- Zbiór augsburskich „rycin ornamentalnych” z XVIII wieku, 2003, ISBN 83-88934-31-7.
- SIBI, DEO, POSTERITATI. Jabłonowscy a sztuka w XVIII wieku, 2010, ISBN 978-83-61033-38-7 (online w repozytorium).
- Materiały do dziejów sztuki sakralnej na ziemiach wschodnich dawnej Rzeczypospolitej. Cz. I: Kościoły i klasztory rzymskokatolickie dawnego województwa ruskiego, t. 1-23, 1992-2015 [praca zbiorowa pod red. Jana K. Ostrowskiego].
- Badania sztuki ziem wschodnich dawnej Rzeczypospolitej po 1989 roku, 2012 (online w repozytorium)
- Abrys, delineatio, kopersztych..., czyli „przednie rysowane, godne poszanowania, dobrych magistrów rysunki”. Projekty dzieł małej architektury ze zbiorów krakowskich, 2014, ISBN 978-83-63896-20-1 [wspólnie z Agatą Dworzak] (online w repozytorium).